# Sasso Marconi
Sasso Marconi (emilián nyelven Al Sâs) település Olaszországban, Emilia-Romagna régióban, Bologna megyében. Lakosainak száma 14 747 fő (2023. január 1.). Sasso Marconi Casalecchio di Reno, Monte San Pietro, Monzuno, Pianoro, Bologna, Marzabotto és Zola Predosa községekkel határos.

## Népesség
A település lakossága az elmúlt években az alábbi módon változott:
| Lakosok száma | 14 792 | 14 903 | 14 747 |
|               | 2017   | 2018   | 2023   |